# Skidmark
«Skidmark» —título original en inglés y español es el cuarto episodio de la quinta temporada de la serie de televisión posapocalíptica, horror Fear the Walking Dead. Se estrenó el 23 de junio de 2019. Estuvo dirigido por Tara Nicole Weyr y en el guion estuvo a cargo de Samir Mehta.

## Trama
Strand, Charlie, Sarah y Wendell intentan robar el avión de Daniel, pero él anticipa su movimiento y lo desactiva. Después de engancharse accidentalmente con Daniel, Charlie descubre que está desarmando trampas mortales colocadas por Logan. El gato de Daniel, Skidmark, suelta accidentalmente una manada mientras está en una de esas trampas y Daniel envía a Charlie adelante mientras él atrae a la manada de regreso. Daniel revela que está enojado con Strand no por recibir un disparo en la cara, sino porque Strand mintiéndole sobre Ofelia, impidiendo que Daniel vea a su hija viva. Strand y los demás corren al rescate de Daniel y Strand usa el avión para eliminar a la manada, dañando los motores sin posibilidad de reparación. Daniel perdona a Strand y le da al grupo el uso de su almacén mientras continúa su misión. Al mismo tiempo, Morgan y Alicia buscan a Althea y descubren en el proceso que Max, Annie y Dylan son parte de un grupo más grande de niños, los hijos de las personas que murieron de enfermedad por radiación en un campamento cercano. Los niños los llevan al campamento de las personas que se llevaron a Althea, solo para presenciar cómo la gente se va volando en helicóptero. Mientras tanto, Dylan y Luciana reparan la antena de largo alcance de la parada de camiones y se ponen en contacto con Strand, quien les informa sobre el destino del avión. Dylan sugiere que el grupo repare su avión estrellado para escapar.

## Recepción
"Skidmark" recibió críticas positivas. Actualmente tiene una calificación positiva del 75% con una calificación promedio de 7.12/10 sobre 12 en el agregador de reseñas Rotten Tomatoes. El consenso de los críticos dice: "'Skidmark' trae algo de coraje con un gato ingenioso y una pieza pegajosa que se ubica entre los mejores despachos de zombies, aunque algunos espectadores pueden encontrar el tono cada vez más esperanzador de la temporada como más un lastre que una bendición." Al escribir para Tell-Tale TV, Nick Hogan le dio una calificación de 4.5/5 y dijo: "Logra un equilibrio perfecto que permite que los personajes brillen y que la trama avance. Nada se siente abrumado".
David S.E. Zapanta de Den of Geek! le dio una calificación de 2.5/5 y dijo: "Lo que funciona mejor en" Skidmark "no es la forma en que Strand usa las hélices de un avión de dos motores para hacer puré a unas pocas docenas de caminantes. No , el punto culminante del episodio es mucho más simple y silencioso que todo eso". Escribiendo para Forbes, Erik Kain le dio una crítica negativa y escribió: "Perdido es la valentía y la tensión del programa original. En su lugar, abunda el optimismo rosado. Las narraciones empalagosas de la temporada 5 socavan la razón por la que vemos programas de zombis."

### Calificaciones
El episodio fue visto por 1,66 millones de espectadores en los Estados Unidos en su fecha de emisión original, muy por debajo del episodios anterior.